# Seminar teologic
Un seminar teologic este un institut de învățământ superior, de multe ori cu regim de internat, care asigură instruirea studenților (seminariștilor) în specialități precum: teologia, filozofia sau asistență socială, de obicei pentru a-i pregăti să devină membri ai clerului. Cuvântul este de origine latină – seminarium = răzor de semințe. În lumea creștină, termenul se referă de obicei la instituțiile de învățământ religios care pregătesc viitorii preoți, (în special în cazul bisericile ortodoxe și catolice, bisericile protestante preferân să folosească alte denumiri pentru colegiile lor). În ziua de azi se întâlnesc tot mai des cazurile în care denumirea de „seminar” se aplică și instituțiilor de învățământ religios islamice sau iudaice.